# 285P/LINEAR
285P/LINEAR est une comète périodique du système solaire, découverte le 19 septembre 2003 par le programme LINEAR.